# Ante Miše
Ante Miše (Vukovar, 14 giugno 1967) è un allenatore di calcio ed ex calciatore croato, di ruolo centrocampista.

## Carriera

### Club
Bandiera dell'Hajduk Spalato, società per la quale è sceso in campo in 209 incontri di campionato segnando 18 reti, nel 1994 è stato premiato con l'Hajdučko srce, premio dato dai tifosi dell'Hajduk al miglior giocatore dell'anno della squadra. Miše ha fatto esperienze anche nel Borac Banja Luka e nel Vitesse, nei Paesi Bassi, prima di concludere la carriera in Slovenia, nel 2005.
Vanta 40 presenze e 1 gol in Eredivisie e 18 incontri nelle competizioni calcistiche europee.

### Nazionale
Debutta in Nazionale il 5 luglio 1992 a Melbourne contro l'Australia (1-0).

## Statistiche

### Cronologia presenze e reti in nazionale
| Cronologia completa delle presenze e delle reti in nazionale ― Croazia | Cronologia completa delle presenze e delle reti in nazionale ― Croazia | Cronologia completa delle presenze e delle reti in nazionale ― Croazia | Cronologia completa delle presenze e delle reti in nazionale ― Croazia | Cronologia completa delle presenze e delle reti in nazionale ― Croazia | Cronologia completa delle presenze e delle reti in nazionale ― Croazia | Cronologia completa delle presenze e delle reti in nazionale ― Croazia | Cronologia completa delle presenze e delle reti in nazionale ― Croazia |
| Data                                                                   | Città                                                                  | In casa                                                                | Risultato                                                              | Ospiti                                                                 | Competizione                                                           | Reti                                                                   | Note                                                                   |
| ---------------------------------------------------------------------- | ---------------------------------------------------------------------- | ---------------------------------------------------------------------- | ---------------------------------------------------------------------- | ---------------------------------------------------------------------- | ---------------------------------------------------------------------- | ---------------------------------------------------------------------- | ---------------------------------------------------------------------- |
| 5-7-1992                                                               | Melbourne                                                              | Australia                                                              | 1 – 0                                                                  | Croazia                                                                | Amichevole                                                             | -                                                                      | 86’                                                                    |
| 8-7-1992                                                               | Adelaide                                                               | Australia                                                              | 3 – 1                                                                  | Croazia                                                                | Amichevole                                                             | -                                                                      | 46’                                                                    |
| 12-7-1992                                                              | Sydney                                                                 | Australia                                                              | 0 – 0                                                                  | Croazia                                                                | Amichevole                                                             | -                                                                      | 46’                                                                    |
| 22-10-1992                                                             | Zagabria                                                               | Croazia                                                                | 3 – 0                                                                  | Messico                                                                | Amichevole                                                             | -                                                                      |                                                                        |
| 25-6-1993                                                              | Zagabria                                                               | Croazia                                                                | 3 – 1                                                                  | Ucraina                                                                | Amichevole                                                             | -                                                                      |                                                                        |
| 23-3-1994                                                              | Valencia                                                               | Spagna                                                                 | 0 – 2                                                                  | Croazia                                                                | Amichevole                                                             | -                                                                      | 80’                                                                    |
| 20-4-1994                                                              | Bratislava                                                             | Slovacchia                                                             | 4 – 1                                                                  | Croazia                                                                | Amichevole                                                             | -                                                                      |                                                                        |
| Totale                                                                 |                                                                        | Presenze                                                               | 7                                                                      |                                                                        | Reti                                                                   | 0                                                                      |                                                                        |

## Palmarès

### Giocatore

#### Competizioni nazionali
- Coppa di Jugoslavia: 2

Hajduk Spalato: 1986-1987, 1990-1991
- Campionato croato: 3

Hajduk Spalato: 1992, 1993-1994, 2001-2002
- Supercoppa di Croazia: 1

Hajduk Spalato: 1992
- Coppa di Croazia: 3

Hajduk Spalato: 1992-1993, 1999-2000, 2002-2003

### Allenatore

#### Competizioni nazionali
- Kuwait Premier League: 1

Al-Arabi: 2020-2021
- Kuwait Super Cup: 1

Al-Arabi: 2021